# バック・トゥ・ザ・フューチャーシリーズの登場人物

バック・トゥ・ザ・フューチャーシリーズの登場人物（バック・トゥ・ザ・フューチャーシリーズのとうじょうじんぶつ）では、アメリカ映画『バック・トゥ・ザ・フューチャーシリーズ』に登場する架空の人物について解説する。
なお、日本語吹き替え版の声優は、映像ソフト版 / テレビ朝日版 / 日本テレビ版1 / フジテレビ版 / CRサミー版 / BSジャパン版 / 日本テレビ版2の順に記載する。

## 主要人物

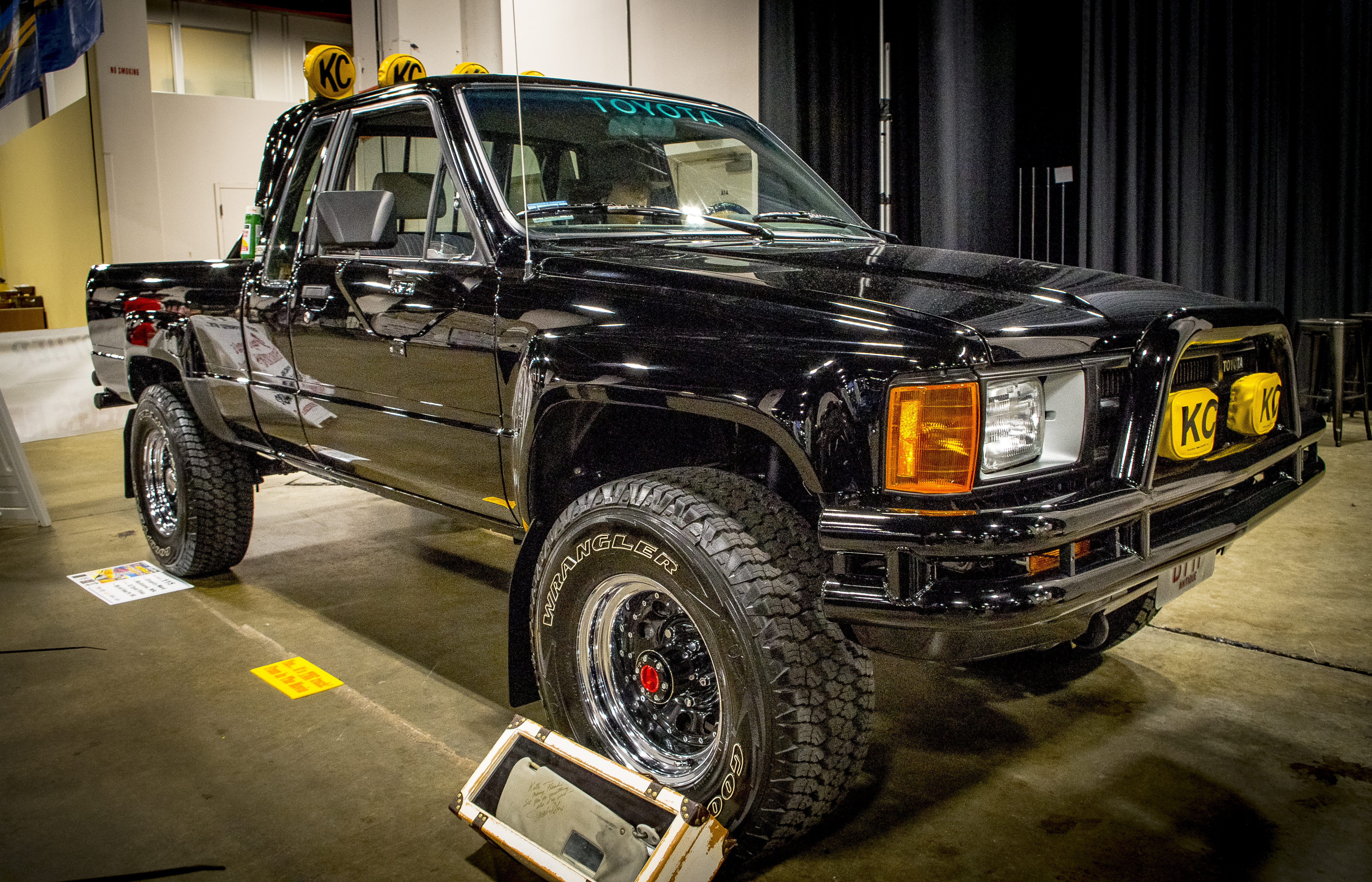
1985年のマーティの愛車であるトヨタ・ハイラックスSR5

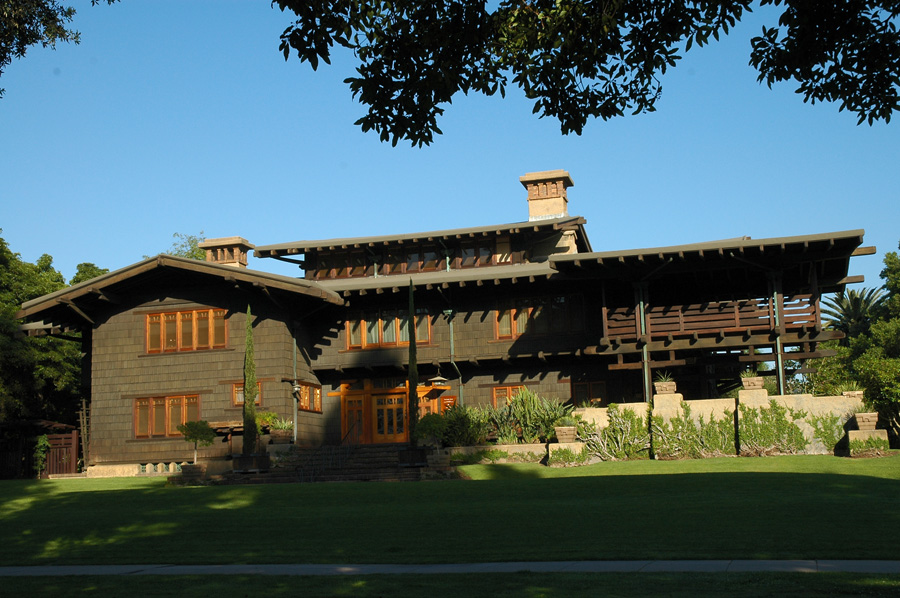
PART1とPART3でドクの自邸として登場するギャンブル・ハウス

マーティン・シェイマス・マクフライ (Martin Seamus McFly, "Marty")
演 - マイケル・J・フォックス
吹き替え - 山寺宏一（PART1 - PART3） / 三ツ矢雄二（PART1 - PART3） / 織田裕二（PART1） / 宮川一朗太（PART1 - PART3） / 宮野真守（PART1 - PART3）
本作の主人公。愛称はマーティ(Marty)。1968年6月12日生まれ。ロックとダイエットペプシ（ペプシ）が好きな高校生で、ギター演奏が得意。
また、運動神経と身体能力にも優れており、喧嘩で相手を殴り飛ばす・カーチェイスを生身で対応して乗り切る・PART3ではムーンウォークを披露する、などという描写がある。1985年では「ピン・ヘッズ」という名のバンドを結成しているが、PART1で行われたオーディションでは「音が大きい」として不合格になっている。ほかにもスケボーと（ゲームセンターのガンゲームで鍛えた）銃の早撃ちが得意。図書館司書のために配布される雑誌『RQ』を所持している。PART1でドクとの約束前に寝ている場面で寝相が悪かったり、1955年の喫茶店でひじをつけて首をかしげるなど、父ジョージと同様の癖を持つ。
PART1では自分とドクを救うために、PART2では未来の息子を救うため、そして自分のせいで引き起こされた1985年のゆがみを修復するために、PART3ではドクを救うため、タイムスリップし各時代で奮闘する。
各時代でタネン家にいびられている「弱虫」マクフライ家の中では勇気がありアクティブかつ明るい性格。しかしながら真面目な常識人でもあり、奇天烈な言動の多いドクに対して度々ツッコミを入れる役割も担っている。基本的に面倒ごとは避けようとする一方で挑発に弱く、特に「腰抜け（Chicken / Yellow / Coward）」と呼ばれるとすぐカッとなる気質であり、「誰にも腰抜けとは呼ばせない」と挑発に乗ってしまう悪癖がある。そのせいで全編（特にPART2以降）を通して窮地に陥っている。その短気が理由で1985年にロールス・ロイスに接触して自動車事故を起こすことがPART2で語られており、2015年ではその後遺症のためミュージシャンの夢を絶たれ、17歳当時からは想像もつかないほどぎこちなくギターを弾く姿が見られる。しかし、全編を通した経験の結果、PART3ではその短気を克服。起こすはずだった自動車事故を回避したことで、明るい未来の可能性が示唆されている。
ヒルバレー郊外にあるリヨン団地在住で、PART2で描かれた2015年にはヒルデイル（1985年では高級住宅街だが、2015年では治安の悪い貧民街に成り果てている）に住むことになっている。ここでのマーティはすっかり疲れきった冴えない中年会社員であり、奇しくもそれは、歴史を改変する前の臆病な会社員の姿だった父ジョージに通じるものがある。
1955年（PART1・PART2）ではロレインが、身に着けていた下着のブランド名「カルバン・クライン」を彼自身の名前と勘違いし、未来の自分の息子とバレないようそのまま「カルバン・マーティ・クライン」の偽名を使い、1885年（PART3）では助けてくれた祖先のシェイマス・マクフライに対してとっさに「クリント・イーストウッド」と偽名を使っている。これが原因で、PART3では1985年に帰った時に峡谷の名が「イーストウッド峡谷」に変化し、結果的に「歴史に名を刻む」こととなっている。
口癖は「This is heavy.（こいつはヘビーだ）」。彼がこれを言うと、1955年のドクは当初「未来ではそんなに物が重いのか？」と科学的観点から真剣に反論している。PART3では逆にマーティが「Great scott!」と言い、ドクが「This is heavy.」と返す場面が一度だけあった（朝のヒルバレーを散歩するシーン）。また「Perfect.（完璧だ）」をあまりにも困難な状況に陥った際に皮肉をこめて何度か発している。
なお、PART1等、青年時代に身に付けている腕時計は、カシオのデータバンクである。
ドク / エメット・ラスロップ・ブラウン (Doc / Dr. Emmett Lathrop Brown)
演 - クリストファー・ロイド
吹き替え - 青野武（PART1 - PART3）→島田敏（逃走中～お台場リベンジャーズ～） / 穂積隆信（PART1 - PART3） / 磯部勉（PART3） / 三宅裕司（PART1） / 山寺宏一（PART1 - PART3）/ 山寺宏一（PART1 - PART3）
マーティの親友の科学者であり、発明家。容貌は長身痩躯に大きな鼻とボサボサの白髪頭が特徴の老人で、クララに「背が高くて、茶色い大きな子犬のような目をして、銀色のつやがある髪の人」と表現されている。2015年を訪れた際に若返りの整形手術を受けており、同時に血液や脾臓、結腸の交換もして実質的に30〜40年ほど寿命が延びている。PART1のラスト（PART2の冒頭）で1985年に戻ってきた際には、マーティが自分だと分かるように老けメイクで変装していた。
彼の家系はドイツ系で1908年にヒルバレーへ渡ってきたとされ、その当時の姓はフォン・ブラウン (von Braun) といった。現在の姓は彼の父・エルハルトが第一次世界大戦中に改名したものであるという。1985年時点で65歳。
ヒルバレーでは変人として知られており、PART1ではストリックランドがマーティに「関わると危険」と説教しており、PART2の改変された1985年Aでは精神科病院に入れられてしまうことが報じられている（ビフによるスポーツ年鑑の口封じという側面もある。修復後は市民賞を受賞することになった）。実際に目的のためには見境のない行動をとることが多く、彼とまともに付き合っている人物はマーティとジェニファーの2人ぐらいである。科学者だが、彼がクララに述べたところによると特定の専門分野はなく、あらゆる分野がその研究の範疇であるという。実際に、彼の発明品はPART1冒頭のルーブ・ゴールドバーグ・マシンなど広範囲の知識を必要とするものが多い。下戸であり、ウィスキー一杯で昏倒するほど。独立記念日にも同様のことがあったらしい。
1955年11月5日にトイレで時計を掛けようとして足を滑らせて便器に頭を打った際、タイムマシン理論とそれを実現させるタイムサーキットが閃いたが、実現には30年の歳月と全財産分の費用がかかった。1955年当初はリバーサイド通り（1985年ではジョン・F・ケネディ通り）1640番地に位置する豪邸（カリフォルニア州パサデナにあり国定歴史建造物・歴史登録財であるギャンブル・ハウスで撮影された）に住んでいたが、PART1冒頭の新聞で確認できるところによると後に本館は火事で全焼し、土地を売って1985年にはバーガーキングになっている。トレーラーを所持しており、そこには「Dr. E. Brown Enterprises 24 Hr. Scientific Services（ブラウン博士の科学サービス 24時間営業）」と書かれている。
とてつもなく理屈っぽく、何事に対しても論理的に物事を考える性格であり、「デート」という言葉が出てこず、「社交の場で交流」、「ダンス」を「律動的な式典」と表現している。しばしば「何が正しいかは頭で決めなければならない」とマーティを諭している（PART3では逆にマーティからそれを指摘されることとなる）。タイムトラベル理論に関しては「時空連続体」という概念を提唱しており「ある1つの歴史的矛盾が別の大きな矛盾を生み、それが繰り返されることでやがて時空全体が崩壊する」という仮説を立てている。これを防ぐためにマーティに対しては「絶対にその時代の人間と関わらないこと」、PART2とPART3では「歴史の修正が完了したらデロリアンを壊すこと」とマーティに忠告したこともあった。一方、PART3でマーティの短気を諌めており、その際に口をすべらせ、マーティが起こすはずの自動車事故のことを一瞬持ち出してしまった。基本的に恋愛には全く興味がなく、マーティがジェニファーに対する感情も科学的に説明しようとする始末だったが、後にクララと恋に落ちる（後述）。
1885年にタイムトラベルした際は鍛冶屋を営んでおり、ここでも狙撃銃や巨大な製氷機を発明しているほか、ヒルバレー裁判所の時計を調整して記念写真に納まっていたことから、1955年のドクとマーティが1885年にタイムスリップしたことを確信した。マーティとの再会後、本来は渓谷に落ちるはずだった女性教師クララ・クレイトンを救出し、一目で恋に落ちてしまう。その後蹄鉄のトラブルでビュフォード・タネンに射殺される運命となるが、マーティによって阻止される。結果的に、自分を追いかけてきたクララを助けるために1885年に取り残されてしまうが、その後クララと結婚してジュールとベルヌという二人の息子をもうけ、蒸気機関車を改造したタイムマシンを新たに開発して1985年に向かい、マーティとジェニファーに再会する。
口癖は「グレート・スコット!（Great Scott!、なんということだ、なんてことだ）」。PART3では逆にマーティがこの台詞を言い、ドクがマーティの口癖を言う場面が見られる。
西部劇をこよなく愛しており、1985年、1955年、1885年いずれも西部開拓時代の拳銃コルト・シングル・アクション・アーミーを所持している。PART3ではライフルに自作のスコープを装備し、マーティが吊るされた縄を撃ち抜くといった見事な腕前を披露しており、その直後ビュフォード達に対して「500メートル先の犬の背中のノミでも撃ち落とせる」と啖呵を切っている。また、ジュール・ヴェルヌの大ファンで、彼のベストは「海底二万里」。子供の名前もそれに由来する。
なお、西部開拓時代にタイムトラベルした後、小屋の中で密かにデロリアンを整備しているところを羊飼いの青年アルバートに見つかり、咄嗟にデロリアンを隠しながら「気象の実験だよ」と誤魔化している。
自身のペットには歴史上の偉人の名を付けており、1955年の犬には「コペルニクス」、1985年の犬には「アインシュタイン」、1885年の馬には「ニュートン」、「ガリレオ」、「アルキメデス」と名付けている。また、クララとの間にできた二人の息子にも「ジュール」、「ベルヌ」と名付けている。
縦型開閉式のドアを好み、蒸気機関車型タイムマシンもデロリアン同様の縦型開閉のドアと階段を取り付けている。

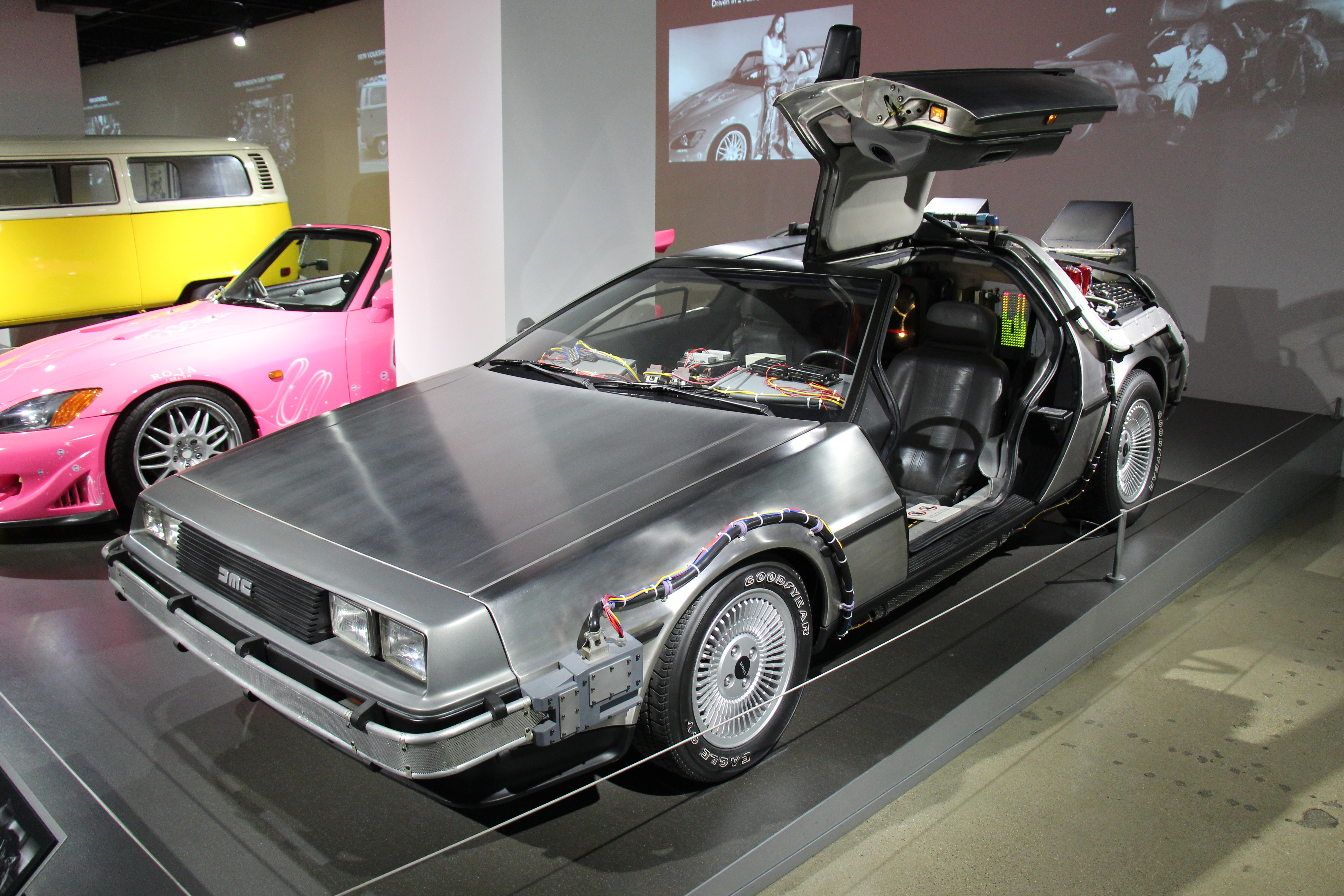
ピーターセン自動車博物館（英語版）で展示されるPART1のデロリアン
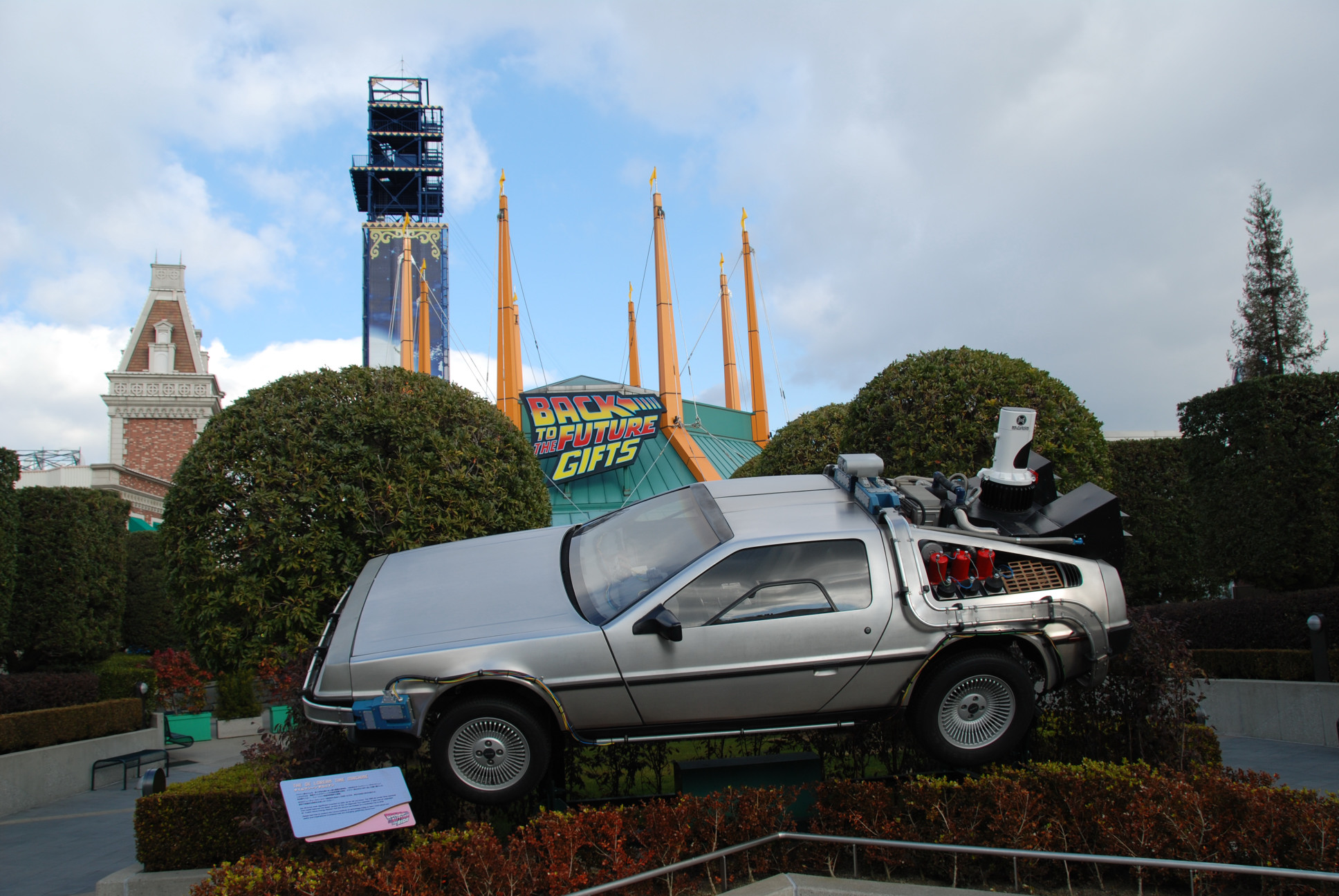
ユニバーサル・スタジオ・ジャパンで展示されていたPARTIIのデロリアン
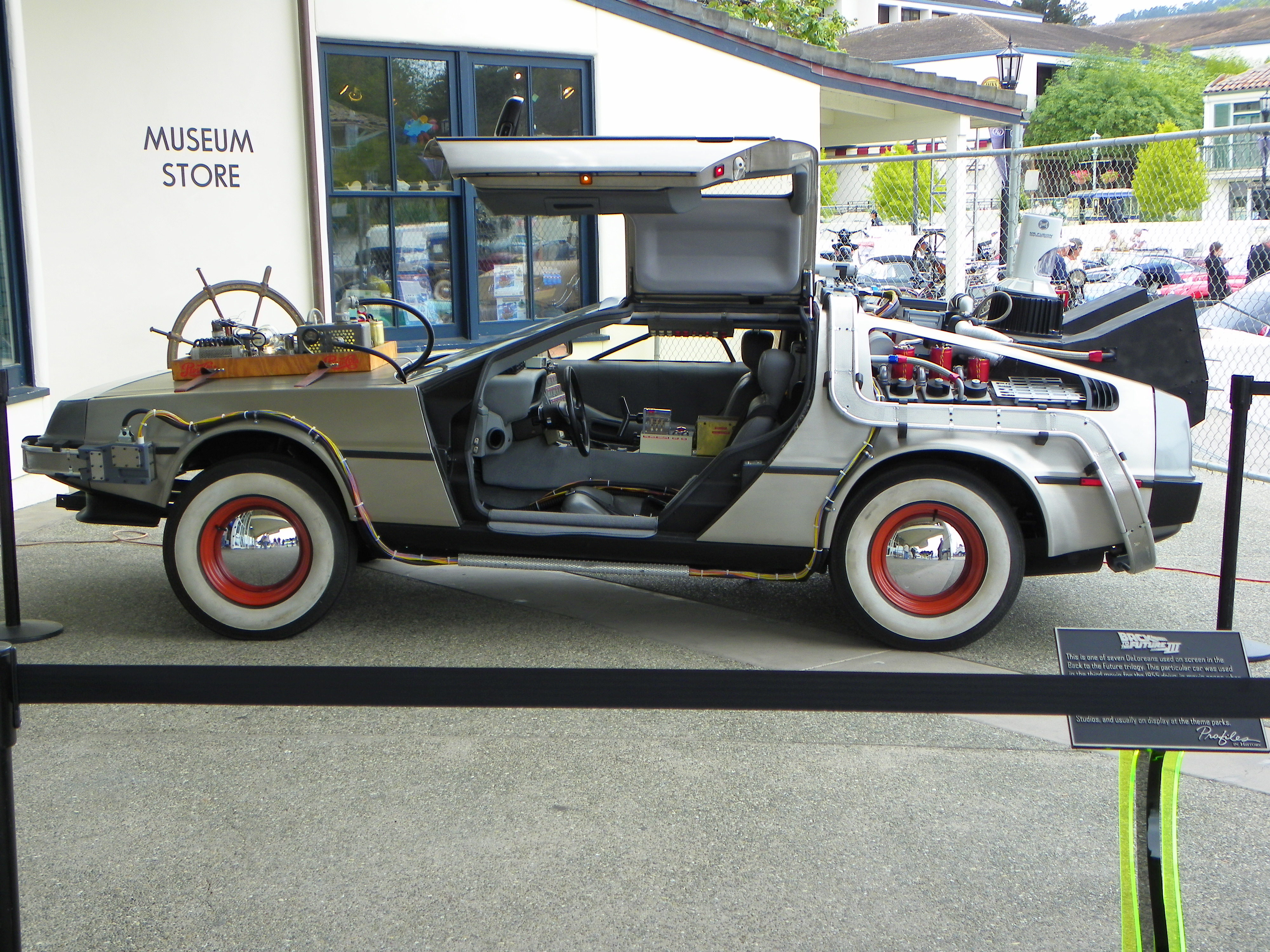
PART3冒頭のデロリアン
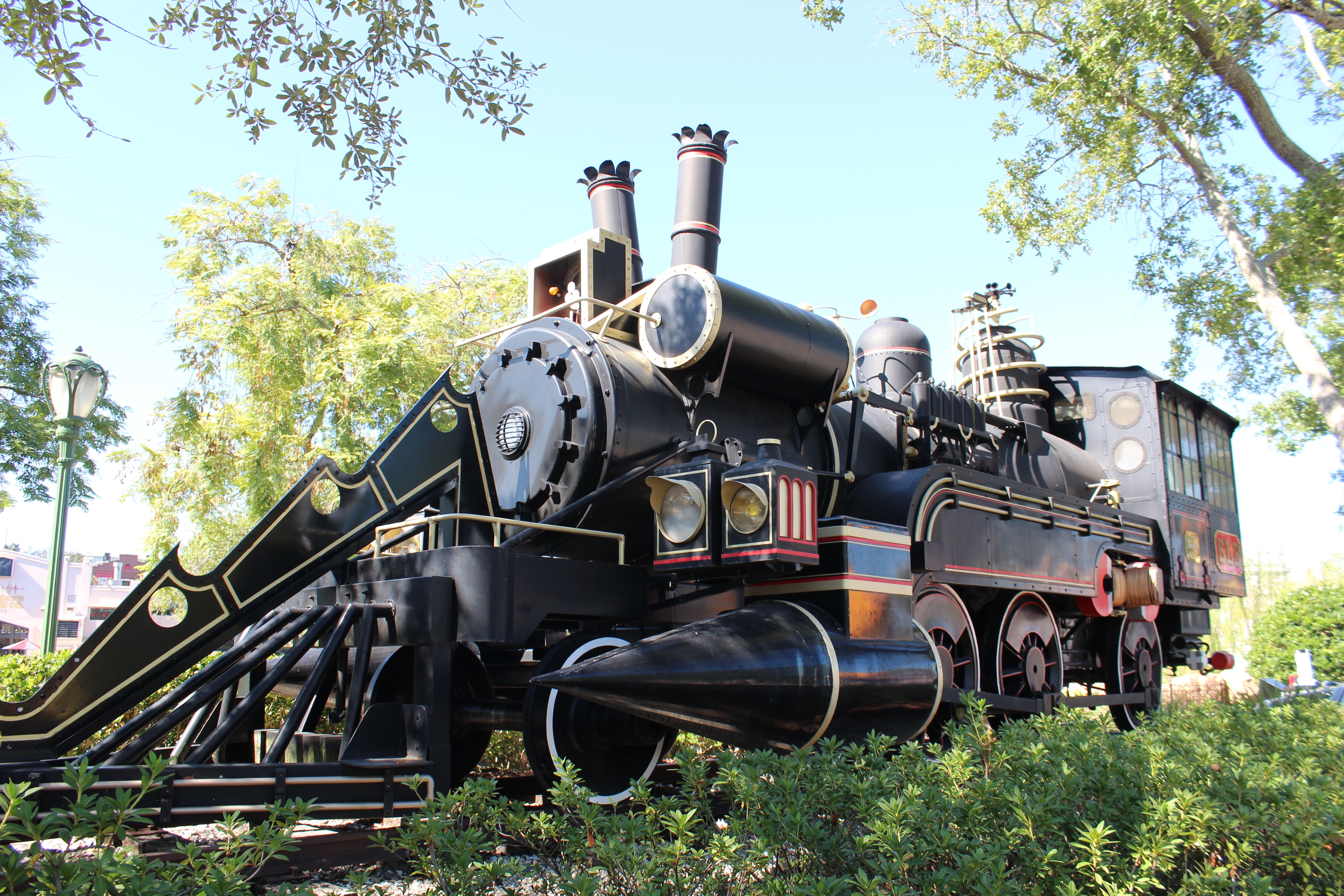
ユニバーサル・スタジオ・フロリダで展示される蒸気機関車形のタイムマシン

## マーティの親族

### マクフライ家
マーティの父方の親族。19世紀にヒルバレーへ移住してきたアイルランド系アメリカ人であり、実際に1885年当時のシェイマスとマギー夫婦はアイルランド訛りで話している。また、「マクフライ (McFly)」という頭に「Mc」が付く姓名であり、「Fly」が虫（ハエ）を意味することから、PART1では1955年のビフがジョージを「アイルランド虫」と呼ぶシーンがある。

#### 1985年のマクフライ家
ジョージ・ダグラス・マクフライ (George Douglas McFly)
演 - クリスピン・グローヴァー（PART1）→ジェフリー・ウェイスマン（PART2・PART3）
吹き替え - 富山敬（PART1・PART2）→小室正幸（PART3） / 古川登志夫（PART1）→千田光男（PART2）→高宮俊介（PART3） / 千田光男（PART3） / 富山敬（PART1） / 高木渉 / 加瀬康之（PART1 - PART3） / 森川智之（PART1 - PART3）
マーティの父親。1938年4月1日生まれ。息子たちとは正反対で、うだつの上がらない気弱な性格。1955年のドクが「君（マーティ）は（ジョージの）養子かもしれないな」と評するとおり、一見するとマーティとは似ても似つかないが、「自分の趣味を人に評価されて駄目と言われたら立ち直れない」という考え方や、喫茶店でひじをつけて首をかしげる癖、寝相の悪さ（PART1の未公開シーン）などは共通している。
若いころはSF作家になることが夢であり、学生時代には実際に小説を執筆していたが、周囲から馬鹿にされたことで自分に自信を持てない人生を歩んだ結果、1985年ではうだつの上がらない単なる会社員になっている。会社の上司であるビフには頭が上がらず、常にこき使われている。ロレインとの出会いは、彼女の父・サミュエルがジョージを車で跳ねてしまったことだが、その原因はジョージがロレインの着替えを覗き見していた際に木から落ちたことであった。
1955年当時はマーティと同年代の高校生で、この頃からすでにビフにいびられていた。また、校内で何者かの手で背中に「僕を蹴ってくれ(Kick me)」と書かれた紙を貼られ、男子生徒に一方的に蹴られていた。
1955年へタイムスリップしてきたマーティの介入によって事情が変わり、結果ビフを殴り倒して自信をつけ、新たな1985年では小説家として大成しており、名誉市民にもなっている。処女作は『宇宙で作られた出会い（小説版では「宇宙製マッチ」と誤訳されている）』(Match Made in Space)。表紙にはダース・ベイダー風の異星人が上かけにくるまった男に話しかけている絵が描かれていることから、1955年における自身の体験をもとに書いたものだと思われる。映画版では、マーティが着ていた放射能防護服に酷似した風貌の異星人が、向かい合う若い男女の間に立っている絵が表紙を飾っている。
PART2のビフによる改変後（1985年A）では、1973年3月15日にビフに射殺され、この出来事を告げる記事が翌日付の新聞に掲載されている。しかし、マーティがビフからスポーツ年鑑を奪還して焼き捨てたことによって歴史が元に戻り、同日付の新聞記事が「ジョージ・マクフライ 名誉市民に」という内容に書き換えられている。ここから、名誉市民になったのは1973年の出来事であることが明らかとなる。
2015年でもロレインと二人でゴルフを楽しむなど幸せな結婚生活を送っている。PART2の初期のスクリプトによれば、『宇宙で作られた出会い』がテレビでシリーズ化され、古典的名作扱いされるほど、小説家として大成した。
ロレイン・ベインズ・マクフライ (Lorraine Baines McFly)
演 - リー・トンプソン
吹き替え - 佐々木優子 / 高島雅羅 / 日野由利加（PART3） / 佐々木優子（PART1） / 西村ちなみ / 小林沙苗 / 沢城みゆき
マーティの母親。1938年生まれ。旧姓はベインズで、サミュエルとステラーの長女（第1子）。酒飲みで中年太りの堅物で、「自分が若い頃はそんなこと考えたこともなかった」が決まり文句。ジェニファーに対しても「破廉恥」と言うなど快く思っていない。ジョージと付き合うことになるきっかけは典型的なナイチンゲール症候群で、父親の車に跳ねられたジョージを看病し、彼の弱々しさに母性本能を擽られ恋に落ちた。そして魅惑の深海パーティでキスした瞬間「この人と結婚するんだ」と確信したと回想している。このため、キスを交わすまでマーティは消滅の危機に瀕していた。
しかし、1955年当時はそう言われ続けて育ったマーティが仰天するほど奔放な性格であり、マーティが思わず「痩せてる！」と口にするほどスレンダーな美少女であった。この当時はかなり口が悪く、自分に言い寄ってきたビフに対して「Get your meat hooks off of me!（<肉を吊るすフックのような>汚い手で私に触るな!）」などと言い放っている。
マーティの介入によって事情が変わり、一度はジョージの代わりに車に跳ねられたマーティに恋をしてしまうが、ビフを殴り倒したジョージに惚れ直し、魅惑の深海パーティでキスをする。そうした数々のことがきっかけとなり、新たな1985年では男女交際を認める開放的な性格の母親となった。また、容姿も若い頃と同じく細身で若々しい美貌を保っており、ジェニファーに対してもかなり好意的に接している。
PART2での1985年Aの世界においては、ジョージが殺され未亡人となった後、ビフに無理矢理結婚させられた上豊胸手術までさせられていた。またストレスのせいか飲酒が目立つ。なお、本編では明かされていないが、1985年Aから5年後以降にビフを射殺している。
デイヴィッド・マクフライ (David McFly)
演 - マーク・マクルーア
吹き替え - 星野充昭（PART1・PART3） / 幹本雄之（PART1）→仲木隆司（PART3） / 仲野裕（PART3） / 江原正士（PART1） / 佐藤せつじ（PART1・PART3） / 関智一（PART1・PART3）
マーティの兄で、ジョージとロレインの長男（第1子）。1963年12月5日生まれ。本来の1985年では口が悪く、ハンバーガーショップ（バーガーキング）で働いているアルバイト店員。
物語には深く関わらないが、1955年にてマーティがジョージとロレインの本来の出会いを台無しにした時、長男であるからかマクフライ家の家族写真から一番先に消滅しかかっており、マーティに自身の消滅の危機を実感させた。
改変後の1985年ではスーツ姿でビジネス誌「フォーブス」を読む一会社員として立派に働いており、妹の男づきあいを窘めるなど真面目かつ温厚な人柄になっており、弟の疑問や奇抜に冷静に答えていた。
PART2の1985年Aでは、「逮捕されていたところをビフが保釈金を出して仮釈放した」と語られており、未公開シーンでは酒浸りになった姿で登場している。
リンダ・マクフライ (Linda McFly)
演 - ウェンディ・ジョー・スパーバー
吹き替え - 亀井芳子（PART1・PART3） / 滝沢ロコ（PART1）→さとうあい（PART3） / 岩本裕美子（PART3） / さとうあい（PART1） / 冠野智美（PART1・PART3） / 櫻庭有紗（PART1・PART3）
マーティの姉で、ジョージとロレインの長女（第2子）。1966年7月3日生まれ。母の話す「魅惑の深海パーティ」を「海のおさかなパーティ」と揶揄し、呆れている。本来の1985年ではどこかうだつの上がらない女性だったが、改変された1985年ではボーイフレンドが数人いる明るい女性に変わっている。なお、PART1とPART3に登場した時に体型が別人の如く変わっている。
PART2の1985年Aではビフにクレジットカードを与えられていることが判明している。

#### 1955年のマクフライ家
PART1の小説版にのみ登場しており、映画では登場しない。
アーサー・マクフライ (Arthur McFly)
ジョージの父親。16歳のとき第一次世界大戦に志願してフランスに行ったが、一戦もしないうちに年齢が足りていないことがばれて本国に送り返された。ジョージがカレッジに進学したいと言ったときに「（入学試験を受けたとしても）おまえに勝ち目はない」と言う等、何かしても必ず失敗すると言い聞かせているため、ジョージはいくじなしに育ってしまった。
シルビア・マクフライ (Sylvia McFly)
ジョージの母親。マーティとジョージの会話中に名前のみ登場。後日談を描いたゲーム「Back to the Future: The Game」では、カナダ出身だったことが判明しており、旧姓は「ミスキン (Miskin)」。映画では未公開シーンで名前のみ登場し、ジョージが宇宙人に扮したマーティに出会った際、「母さん」と彼女の名前を呼んでいた。

#### 2015年のマクフライ家
ジェニファー・ジェーン・パーカー (Jennifer Jane Parker)
演 - クローディア・ウェルズ（PART1）→エリザベス・シュー（PART2・PART3）
吹き替え - 勝生真沙子 / 佐々木優子 / 岡寛恵（PART3） / 坂本千夏（PART1） / 井上喜久子 / 白石涼子（PART1 - PART3） / 瀬戸麻沙美（PART1 - PART3）
本作のヒロイン。マーティの彼女。後に結婚して一男一女をもうける。
PART1のラストおよびPART2において、成り行きからタイムマシンに乗って2015年まで連れて行かれた上、ドクに催眠装置で眠らされてしまう。その後、放置されていたところを警察によって未来の自宅へ運ばれ、自分たちの家庭が惨憺たるもの（結婚式を簡易結婚式場で挙げ、目の前でクビを宣告されるなど）であることを知る。年老いた自分と対面したショックで気絶して1985年Aへ運ばれ、マーティとドクによって自宅のハンモックに寝かされる。PART3のラストでは、車で迎えに来たマーティに起こされ、ドクと別れの挨拶をした。
なお、PART2の初期スクリプトでは、マーティとジェニファーの関係はさらに惨憺としており、マーティが投資に失敗したことが原因で一家は借金を背負う羽目になる。ジェニファーは家計を支えるために警備員になり、ストレスからアルコール中毒になった上、最終的には離婚してしまう。
マーティ・マクフライ・Jr. (Marty McFly Junior)
演 - マイケル・J・フォックス
吹き替え - 山寺宏一 / 三ツ矢雄二 / なし / なし / 宮川一朗太（PART2） / 宮野真守（PART2）
マーティとジェニファーの長男（第1子）。容姿はマーティと瓜二つだが、父親とは正反対に意気地なしの弱虫で、常にヘラヘラと笑っており自動装着ジャケットの片腕が伸びたままになっているなど、見るからに間の抜けた性格。これには1985年のマーティにも「弱虫(wimp)」と呆れられた。グリフに言われるまま窃盗事件を起こして逮捕され、マクフライ家を崩壊に導くはずだったが、この事件はマーティとドクの手により阻止される。脚本では目が覚めた際にグリフがいなかったため、自分で「ノー」と言えたと勘違いして自信をつけたために、その後の態度が大きくなっている。
マーリーン・マクフライ (Marlene McFly)
演 - マイケル・J・フォックス
吹き替え - 山寺宏一 / 三ツ矢雄二 / なし / なし / 宮川一朗太（PART2） / 宮野真守（PART2）
マーティとジェニファーの長女（第2子）。強盗事件を起こし投獄された兄を脱獄させようとして逮捕されるが、マクフライJr.の逮捕事件がマーティとドクの手によって阻止されたことにより、この件も改変された。

#### 1885年のマクフライ家
シェイマス・マクフライ (Seamus McFly)
演 - マイケル・J・フォックス
吹き替え - 山寺宏一 / 三ツ矢雄二 / 三ツ矢雄二（PART3） / なし / 宮川一朗太（PART3） / 宮野真守（PART3）
マーティの高祖父（祖父の祖父）で、荒地のただ中でマクフライ農場を経営している。ジョージの先祖だが、髭が無ければマーティと瓜二つである。各時代に登場するマクフライと違い、落ち着いてはいるが弱虫らしい雰囲気はないごく普通の青年。だが、町の酒場に来たマーティをシェイマスと勘違いしたビュフォードとのやり取りをみるに、彼もまたこの時代の「タネン」にイビられている「マクフライ」であることがうかがえる。マーティのミドルネームは彼の名前が由来となっている。
農場に文字通り転がり込んできた（落ちてきた）マーティを介抱して夕食を振る舞い、納屋を宿として提供した上に帽子までプレゼントした親切な人物。ここまでの親切をほどこしたのは、マーティに他人とは思えぬものを感じたからと述べている。
ビュフォードの挑発に乗って決闘の約束をしてしまったマーティに、「あんな奴を相手にすることはない。知らん顔して立ち去っても、誰も君を笑わないのに。奴の口から出る言葉は、罠にはめるための虚仮威しさ。君は奴のルールでやる、奴のゲームに引き摺り込まれたんだよ」と詰め寄った。
マーティとビュフォードの決闘時にも酒場に顔を出し、決闘の行方を見守る。ビュフォードに撃たれ一時は死んだと思ったマーティの勝利を見届け、ファイティングポーズで応えた。
マギー・マクフライ (Maggie McFly)
演 - リー・トンプソン
吹き替え - 佐々木優子 / 高島雅羅 / 日野由利加（PART3） / なし / 小林沙苗（PART3） / 沢城みゆき（PART3）
マーティの高祖母でシェイマスの妻。文字通り転がり込んできたマーティを介抱するが、宿を貸すことに関しては十字を切って不安感を示した他、ビュフォードの挑発に乗って決闘の約束をしてしまったマーティに、「あなたは将来のことをちゃんと考えてやってるんでしょうね?」と戒めた。
マクフライ家の先祖だが、なぜかロレインと瓜二つである。これに対しボブ・ゲイルとロバート・ゼメキスは、「リー・トンプソン無しのバック・トゥ・ザ・フューチャーなど考えられなかったから」だと答えている。また、男性なら誰でも自身の母親に似た人を妻に選ぶものなので、マクフライ家の男達は皆マギーに似た女性を順に選んでいったのだとも説明されている。
ウィリアム・マクフライ (William McFly)
演 - マイケル・J・フォックス（1955年での写真）
マーティの曽祖父。シェイマスとマギーの長男で、マクフライ家で初めてのアメリカ生まれ。1955年の写真によると、顔はマーティに瓜二つである。1885年当時はまだ赤ん坊で、他人には決して懐かないにもかかわらず初対面のマーティに懐き、そのためシェイマスはマーティを信用した。またその際マーティの膝に粗相をしている。
マーティン・マクフライ (Martin McFly)
シェイマスの兄弟。1885年時点ですでに故人であり、マーティとシェイマスの会話の中に名前が登場する。マーティの本名と同名で、彼と同様に挑発されるとすぐカッとなる気質だったらしく、「腰抜け」と呼ばれるのに我慢ならずに売られた喧嘩を悉く買い、挙げ句の果てにバージニアシティの酒場でナイフで腹を刺されて返り討ちに遭い、死亡したという。シェイマスは「人生を棒に振った馬鹿な奴」「自分の将来を一度も考えなかっただろうな」と吐き捨てており、ビュフォードの挑発に安易に乗って決闘を約束したイーストウッド(マーティ)と彼を重ね合わせて戒めた。この会話はマーティが自身の短所を改めるきっかけにもなった。

### ベインズ家
マーティの母方の親族。1955年の時点でステラーは妊娠しているので、ロレインにはもう一人妹（ないし弟）がいることになる。PART2の初期のドラフトには、1967年の夕食に11歳のエレンが出てくる。
サミュエル・ベインズ (Samuel Banes)
演 - ジョージ・ディセンゾ
吹き替え - 池田勝 / 石森達幸 / なし / 石森達幸 / 鈴木琢磨 / 河本邦弘
ロレインの父親で、マーティの母方の祖父。彼が車で跳ねたことがきっかけでジョージとロレインは結婚するが、タイムスリップしたマーティが代わりに跳ねられてしまう。夕食時には、初めて購入したテレビのセッティングにかかりきりになっていた。
自分の孫とは知らず、マーティを「いかれてる」「両親もいかれてる」と評し、更にロレインに対して「あんな子を産んだら勘当」などと放言した。
ステラー・ベインズ (Stella Baines)
演 - フランシス・リー・マッケイン
吹き替え - 沢田敏子 / 浅井淑子 / なし / 片岡富枝 / 小林優子 / 園崎未恵
ロレインの母親で、マーティの母方の祖母。ダウンベストを着たマーティを「救命胴衣を着た船乗り」だと思い込み、「船はいつ港に着いたの？」と尋ねる。「家にテレビが二台ある」と言ったマーティを、1955年当初の感覚から信じられず、冗談だと笑い飛ばしていた。またマーティに「ねえ、どこかで会ったことがある気がするの。お母さんとかしら？」と尋ねており、マーティはロレインを横目で見ながら、「知り合いかもね」と返している。ロレインによると、マーティが人を叱るときの雰囲気は彼女にそっくりとのことである。
ミルトン・ベインズ (Milton Baines)
演 - ジェイソン・ハーヴェイ
吹き替え - 亀井芳子 / 浪川大輔 / なし / 坂本千夏 / 森千晃 /おまたかな
ロレインの弟で、サミュエルとステラーの長男（第2子）。1955年の時点で12歳。夕食の食卓ではデイヴィッド・クロケットの帽子を被っている。家に初めてテレビがきた際「家に二台ある」と言ったマーティを1955年当初の感覚から金持ちだと驚く。また、1955年当時の新番組を「再放送で見た」と言ったマーティを不審がる。
サリー・ベインズ (Sally Baines)
ロレインの妹で、サミュエルとステラーの次女（第3子）。1955年の時点で6歳。
トビー・ベインズ (Toby Baines)
ロレインの弟で、サミュエルとステラーの次男（第4子）。1955年の時点で4歳。
ジョーイ・ベインズ (Joey Baines)
ロレインの弟で、サミュエルとステラーの三男（第5子）。1955年の時点で生後11ヶ月。
1985年では服役中、1955年にマーティと会った際には幼かったためベビーベッドにいて、どちらも「囲いの中」であることをマーティに皮肉られた。母親のステラーによると、「柵に囲まれているとご機嫌」らしい。またPART2では改変された1985年Aのビフの台詞で名前が登場しているが、改変後でも服役中。

## タネン家
全編を通しての悪役。マーティの代（1985年時点）を除き、マクフライ家とタネン家は各世代（1885年のビュフォードとシェイマス、1955年のビフとジョージ、2015年のグリフとマーティJr.）で絡むことが多く、基本的にマクフライ家がタネン家にカモにされている。ビフの孫であるグリフが登場しているが、ビフの子供（グリフの親）にあたる人物は登場せず、シリーズを通して全く触れられていない 。
ビフを初めとするタネン家の人物はPART1、PART2、PART3でそれぞれ肥やしまみれになるという災難に遭っている（PART1・PART2では1955年のビフ、PART3では1885年のビュフォード）。

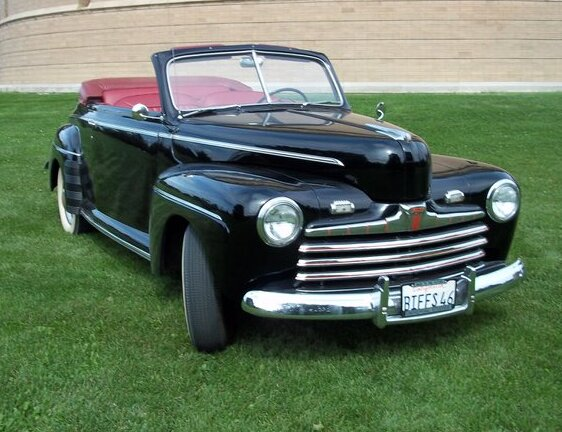
1955年のビフの愛車である黒の1946年型デラックス・フォード

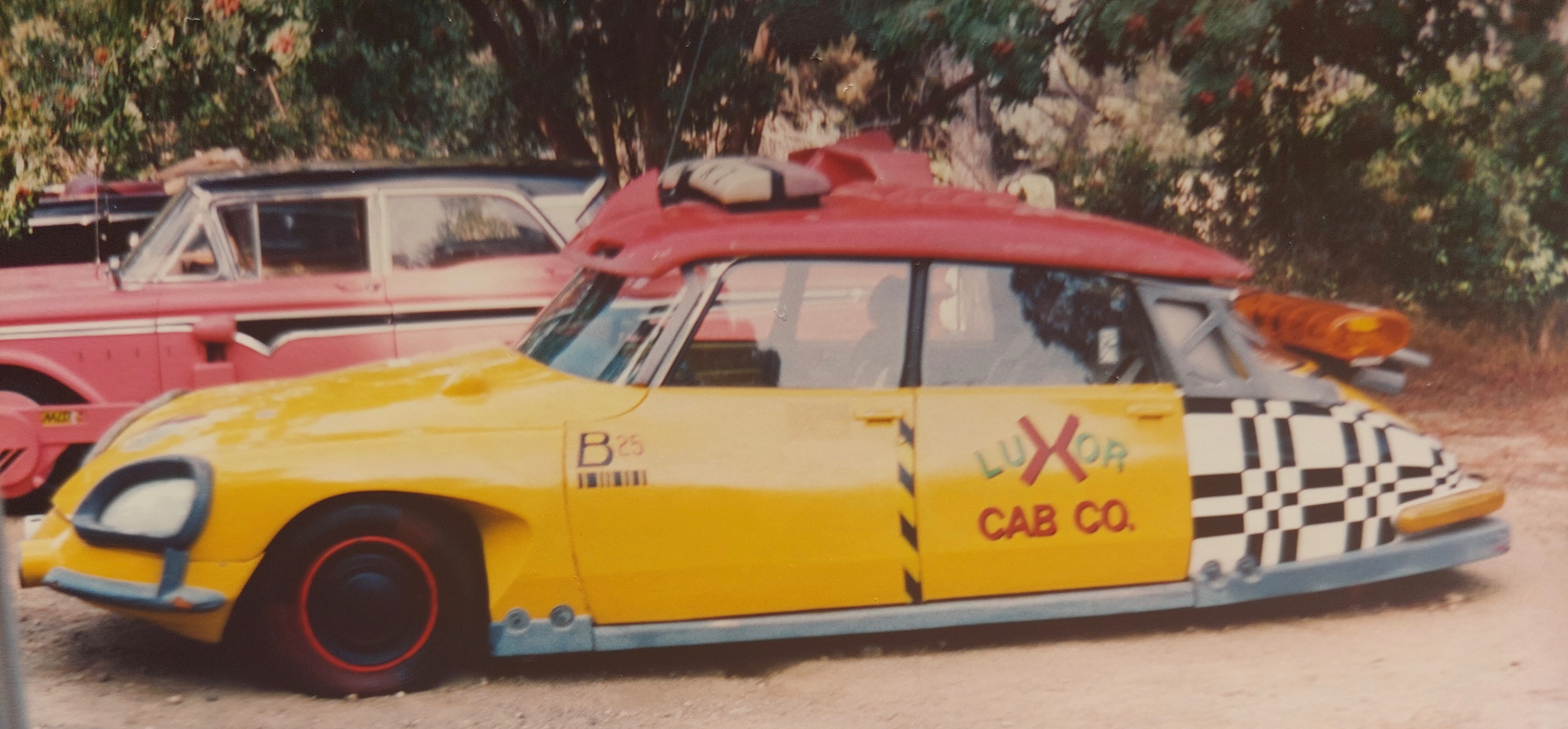
2015年のビフがヒルデイルに向かうのに乗った1972年型シトロエン・DSのタクシー

ビフ・ハワード・タネン (Biff Howard Tannen)
演 - トーマス・F・ウィルソン
吹き替え - 谷口節 / 玄田哲章 / 斎藤志郎（PART3） / 島香裕（PART1） / 新垣樽助（PART1 - PART3） / 三宅健太（PART1 - PART3）
ヒルバレーに住む不良で、ジョージやロレインとは高校時代の同級生。乱暴で自分勝手で頭も悪い。ジョージ同様、ロレインに好意を寄せており、絶対に自分のものにしようとしているが、一部の時代を除いてロレインはジョージの妻になっているため、諦めている。一方でロレインの親族に対しては「ロレインによろしく」と愛想良く述べて立ち去るのがお約束となっている。
シリーズを通して、相手をなじる時に、頭をコツコツと叩きながら「Hello, hello, anybody home?」と言ったり「Think Mcfly, think!（考えてもみろ!）」と言ったり、「靴紐がほどけてるぞ」などと言って相手に下を向かせて叩いたりする。口癖は「Butthead.」と「Why don't you make like a tree and get outta here?」。頭が悪いため後者は用法を間違えており、本来は樹のように葉を出す（＝leave＝消え失せろ）という意味で「Make like a tree and leave.」と使うべきところを「get outta here」としている。PART2では若いビフが老人ビフにこの間違いを指摘されている。また、ロレインに対して「That's as funny as a screen door on a submarine.（潜水艦に付いた網戸みたいに馬鹿馬鹿しい）」と言うべきところを、「That's as funny as a screen door on a battleship.（戦艦に付いた網戸みたいに馬鹿馬鹿しい）」と言い、直後にマーティに訂正される場面もある。
当初の1985年では会社員（ジョージの上司）で普段から面倒な仕事は全てジョージに押し付けて自分がやった様に仕向けており、マーティの帰宅時にジョージの車で飲酒運転して事故を起こし「死角があった」と難癖をつけ、ジョージをなじるなどしている。1955年当時は高校生で、手下を三人引き連れて1946年型デラックス・フォードを乗り回し、当時から町や学校で暴虐を働いており、特にうだつの上がらないジョージを85年と変わらない様子で虐めていた。
PART2では、PART1の一件で肥やしまみれになった愛車の修理工場に着いたとき、車は修理されていたが、その修理代300ドルを踏み倒した。
PART2でマーティが電話帳でタネンの住所を調べたところ、ガートルードという名前の祖母と同居していることが判明している。
マーティの介入によって歴史が改変され、1955年の「魅惑の深海パーティ」でジョージに殴り倒される（ジョージとロレイン曰く「彼の存在も恋に落ちるきっかけ」）。これによって自信をつけたジョージに頭が上がらなくなり、1985年では自動車整備業を営み、すっかり丸くなってしまっている。
PART2の冒頭では、自分の名前を冠したマッチを見せようとしてデロリアンが飛び去るところを目撃する。2015年では老人として登場しており、年齢のせいか、かなり捻くれた性格になっている。また、孫のグリフには頭が上がらないらしく、こき使われてしまっている。しかし若い頃の頭の悪さや改変後の1985年での丸い性格は消え失せ、むしろ狡猾で悪知恵の働く老人となっていた。1985年で空飛ぶデロリアンを目撃した後、2015年でマクフライJr.が2人いるのを見た(片方はマクフライJr.に変装していた85年のマーティ)ことに疑問を持ち追尾、その結果ドクとマーティの話を盗み聞きしてデロリアンがタイムマシンであることを知り、デロリアンを盗んで1955年の自分に(マーティが購入した)スポーツ年鑑を手渡し富豪となることを目論む。その結果1985年を改変してしまい、1985年Aのビフはアメリカ一の富豪としてヒルバレーを牛耳り、1973年にジョージを射殺してロレインと結婚し、豊胸させるなど暴虐の限りを尽くしていた。ビフが歴史を最悪なものに変えてしまったことを知ったマーティとドクが、1955年のビフの手から年鑑を取り戻すために「ビフのカジノ・パレス」でいきさつを聞いた後で、ビフはS&W M60を出してマーティを射殺しようとしたが、恒例の騙し討ちで灰皿を投げつけられて失敗。それでも避けることには成功し、銃を連射してマーティを屋上に追い詰めるが、駆けつけたデロリアンのドアで殴り倒される。そして1955年、ビフの愛車を追跡して来たマーティとドクが車上で年鑑の争奪戦の末、ついに年鑑を取り返す事に成功。しかしビフはそれでも諦めずに車のアクセル全開で、笑いながらマーティを轢き殺そうとするが、失敗してまたもや肥料トラックに車ごと突っ込んで馬糞まみれになってしまった。その後、マーティは建設予定地の裏で年鑑を焼却したことで1985年は完全に元に戻り、宣伝用マッチの裏面の表記も「カジノ・パレス」から「自動車整備」に戻った。PART3のラストには、再び愛想のいいビフとして登場した。
「バック・トゥ・ザ・フューチャーの秘密」で没シーンとして公開された部分では、2015年の老人ビフは過去を改変して2015年に戻ってきた直後に消滅してしまっている。これは、改変された1985年以降にロレインによって富豪のビフが射殺されたため2015年まで生きられなかったというタイムパラドックスが発生した結果である。PART2本編では2015年に戻ってきたビフが胸を押さえ苦しみながらデロリアンから降りている。なお、ボブ・ゲイルは同作のブルーレイの副音声の中で、「1990年代にビフはロレインに殺された」とはっきり明言している。
脚本を手掛けたボブ・ゲイルによると、PART2で富豪として登場するビフは実業家で、後に第45・47代アメリカ合衆国大統領となったドナルド・トランプから着想を得ていたとインタビューで明かしている。
アメリカでは2017年に、ビフが年鑑を手に入れ、マーティとドクが未来を変える前のストーリーとして、"Biff to the Future"というコミックが発売されている。
ガートルード・タネン (Gertrude Tannen)
ビフの祖母で、1955年では高校生のビフと2人暮らしをしている。足が悪く、よくビフにマッサーシをさせているらしい。ガレージの電気を消すように言うなど、何かとビフには口うるさくしている。
グリフ・タネン (Griff Tannen)
演：トーマス・F・ウィルソン
吹き替え - 谷口節 / 玄田哲章 / なし / なし / 新垣樽助（PART2） / 三宅健太（PART2）
2015年のビフの孫。19歳（逮捕された際の新聞記事より）。町の不良で、マーティJr.に強盗を働かせた張本人。顔は若い頃のビフとそっくりである。ビフを更に凶暴にさせて、より頭を悪くした様な性格で、手加減を知らない。ドク曰く「頭の回路がショートしている」そうである。マーティに騙し討ちされそうになったが、左手首に付けている相手のパンチを察知する機械のおかげで引っかかることはなかった（BD-BOX特典のトリビアより）（しかしその直後、力いっぱい金的を蹴られて逃げられる）。その後、ホバーボードで逃げるマーティを自分の車（BMW 633CSiベースの改造オープンカー。もちろん空を飛ぶ）の後ろで待ち構えてバットで殴ろうとしたが、テールランプを壊した。ホバーボードをトランクから出して全員でマーティを追い詰めようとしたところ、勢い余って裁判所に突っ込み、建造物損壊罪で逮捕された。このおかげでマクフライJr.の逮捕も歴史改変された。祖父であるビフからは何かとこき使うため嫌われており、逮捕されても「間抜けが」と吐き捨てられていた。
頭に被っているヘルメットの形は1955年のビフの髪型を再現したものである。
ビュフォード・タネン (Buford Tannen)
演 - トーマス・F・ウィルソン
吹き替え - 谷口節 / 玄田哲章 / 斎藤志郎（PART3） / なし / 新垣樽助（PART3） / 三宅健太（PART3）
1885年のビフの先祖で、ヒルバレーを根城に暴れまわっていた札付きの悪党。ビフを限界まで凶暴化させ、限界まで頭を悪くした様な性格。早撃ちの名手で、インディアンと中国人を除く12人を射殺していると自称している。よだれを垂らす癖があることから“Mad Dog”（マッド・ドッグ、狂犬）とあだ名されるが、本人はこのあだ名を嫌い、そのあだ名で記事を書いた新聞記者を射殺した。凄もうとして言った簡単な慣用句を間違えたり、マーティをおびき出す際のテンカウントもままならなかったり、マーティの「棄権する(forfeit)」の意味がわからなかったりと、前述したとおり、かなり頭が悪い。マーティの足元に銃を撃って踊らせた上、投げ縄で捕らえて馬で引きずり回し、更にそれを首に巻きつけて絞殺しようとするなど、時代背景を考慮しても、タネン一族のなかで最も粗暴かつ非道な男である。
料金を支払わなかった蹄鉄が外れて振り落とされた際に上物のケンタッキー・ウイスキーの瓶を割り、その際怒りで馬を射殺したとして合計80ドルの慰謝料を請求し、拒否したドクを町のフェスティバルでデリンジャーを使い背後から射殺した。だが、マーティが介入したことで、あらかじめ自分が射殺されることを知ったドクの反応が変わり、正面から撃つという展開になった。さらに、マーティにパイ皿をぶつけられて1発しか無かった銃弾を外され、マーティを挑発して決闘に持ち込む。決闘で戦う気のないマーティを撃ったが、偶然小屋で見つけたストーブの蓋による即席防弾チョッキで弾を防がれており、銃を蹴落とされる。直後にマーティにボディブローを噛ますが、防弾チョッキの上から殴ったため拳を痛めてしまい、最後はマーティに徹底的に殴り飛ばされて肥やしを積んだ荷車に倒れ込み、駆けつけた保安官に馬車強盗の容疑で逮捕された。

## その他の人物等

### PART1の人物等
アインシュタイン
1985年時のドクの愛犬。世界で初めてのタイムトラベラーでもある。
PART3の1955年にマーティがドクとの会話の中でこの愛犬の名を発した際、ドクはまだ飼っていなかったため本人と勘違いし、何のことか理解できなかった。
コペルニクス
1955年時のドクの愛犬。名前はPART3で登場する。
PART1に登場した際には、ドクの実験の実験台にされていた。PART3ではヘッドライトを付けてマーティとドクのデロリアン発掘についていき、その直後にドクの墓を発見した。
ジェラルド・ストリックランド
演 - ジェームズ・トールカン
吹き替え - 大木民夫 / 池田勝（PART1）→宮内幸平（PART2） / 筈見純（PART1） / 青山穣（PART1・PART2） / 浦山迅（PART1・PART2）
ヒルバレー高校の教頭。厳格な性格で、「落ちこぼれ(Slacker)」と罵るのが口癖。「遅刻の常習犯」であるマーティに説教し「マクフライ家は代々落ちこぼれ」と述べる。1955年当時から同学校の教師で、情けないジョージを注意したり不良のビフを叱責するなどしていた。この時にはもうすでに禿げ上がっており、マーティには「ストリックランド先生は昔からハゲだ」と言われる。
PART2の1985年Aでは新聞を盗み読みしたマーティにショットガンを突きつけて「新聞を置いたら、3つ数える間に帰れ」と追い出そうとするが、何者かに自宅を襲撃されて応戦に飛び出していった。
PART2の1955年ではビフを叱って年鑑のカバーを被せたポルノ小説を没収した。
リビアの過激派
ドクがプルトニウムを入手するために取引した相手。原子力研究所からプルトニウムを盗み出し、ドクに核爆弾の製造を依頼するが、ピンボールの部品（ゲームブックでは壊れた時計など）で作ったインチキ爆弾を渡されたため、その報復としてバンに乗りドクの前に現れる。ドクをアサルトライフルで射殺したあと傍にいたマーティにも襲い掛かるが、一瞬の隙を突かれデロリアンで逃げられる。マーティをバンで追走した末にロケットランチャーを取り出し構えるが、その直後にデロリアンがタイムスリップし、その際の閃光で目がくらみ正面にあった建物に衝突して横転してしまった。その後は不明。
マーティがこの出来事を記載した手紙を1955年のドクに渡していたため、改変された1985年ではドクが防弾チョッキを着ており、命拾いしている。
オーティス・ピーボディ
演 - ウィル・ヘア
吹き替え - 田口昂 / 郷里大輔 / なし / 筈見純 / 堀越富三郎 / ふくまつ進紗
1955年のツイン・パインズ農場(Twin Pines Ranch)の持ち主。1985年の農場跡地はショッピングモール「Twin Pines Mall（二本松商店街）」になっている。
名前は1の小説版より。年齢は1955年当時45歳。17年連れ添った妻・エルシー、娘・マーサ（1955年当時14歳）と息子・シャーマン（1955年当時11歳）がいる。
松を植林するのに躍起になっていたが、タイムスリップして納屋に突撃したタイムマシンとマーティを見て宇宙船と宇宙人と勘違いし、ショットガンで攻撃するも逃走するマーティに松を一本轢き倒されてしまった。この影響で歴史が改変され、ショッピングモールの名前が「Lone Pine Mall（一本松商店街）」に変わった。
ゴールディー・ウィルソン
演 - ドナルド・フュリラブ
吹き替え - 不明 / 中尾隆聖 / なし / 石丸博也 / 川田紳司 / 高木渉
1985年でのヒル・バレーのアフリカ系（黒人）の市長。PART1では市長への再選を狙い選挙運動を行っていた。
1955年ではルウが経営する喫茶店のアルバイト店員として登場。ビフに散々馬鹿にされたジョージに駆け寄って「何であんな奴らに言いたい放題いわせておくんだい！」と説教し、「俺はこんなちっぽけな店の皿洗いで一生を終わる気はない。そのうち夜学に通って、いつか立派な人物になってみせる」と熱く語るのを聞いたマーティは、未来人として市長になることを知っていたので「あんた市長になるよ！」と言う。その気になり「市長になってやる」と宣言するが、ルウには「黒人の市長など聞いたこともない」と馬鹿にされる。また、タウンスクエアでマーティとの追走劇を目の前で見ていたこともあり、ビフの車が肥料トラックに突っ込んだ時には、誰よりも先に駆け寄り鼻をつまんでいる。
劇中では語られていないが、1955年はマーティン・ルーサー・キング・ジュニア牧師がモンゴメリー・バス・ボイコット事件を始めた年でもある。2015年では彼の息子が市長を務めている。
ゴールディー・ウィルソン3世
演 - ドナルド・フュリラブ
吹き替え - 小室正幸 / 江原正士 / なし / なし / 川田紳司 / 高木渉
ゴールディー・ウィルソンの孫。2015年では空飛ぶ車のセールスマンとなっている。
ルウ / ルイ・カルチャーズ
演 - ノーマン・アルデン
吹き替え - 加藤正之 / 上田敏也 / なし / 亀井三郎 / 仲野裕 / 宝亀克寿
1955年でゴールディー・ウィルソンが働いていた喫茶店の主人。「救命胴衣（ダウンベスト）」を着て店に入り、電話ボックスで奇妙な音（実際にはデジタル時計のアラーム）を立てるマーティをいぶかしげに見つめる。ドクの住所を尋ねようとするマーティに注文を促すが、彼が頼んだ「タブ（Tab、コカコーラのブランド名で1963年発売）」を「伝票」、「ペプシ・フリー」の「フリー（Free）」を「無料」、「砂糖が入ってないやつ」を「ブラックコーヒー」とことごとく勘違いすることで、1955年と1985年のジェネレーション・ギャップを象徴的に浮かび上がらせる役回りとなっている。
マーヴィン・ベリー
演 - ハリー・ウォーターズ・Jr
吹き替え - 不明 / 笹岡繁蔵（PART1） / なし / 渡部猛 / あべそういち（PART1） / 伊藤健太郎（PART1）
チャック・ベリーの従兄弟という設定でギタリスト。「魅惑の深海パーティ」で演奏するバンドのメンバー。その後マーティを助けるために手を負傷し、マーティがダンスパーティで代わりにギターを弾くことになる。マーティがアンコールで弾いた「ジョニー・B.グッド」をチャック・ベリーに電話で聴かせ、新曲のヒントを与える。自身が率いるバンド「ザ・スターライターズ」には、サックス、ピアノ、ドラム、コントラバス（ウッドベース）がいる。ドラマーはボブ・ジョルダンという名前。他にレジナルドという名前のメンバーもいる。「アース・エンジェル」のMCの際に“lovers”という言葉を使う。55年の意味では恋人という意味であったが、現在では愛人という意味になっており、言葉の変化が反映されている。
マーク・ディクソン
「魅惑の深海パーティ」でジョージを押しのけてロレインと踊ろうとした男。名前は小説版より。これが原因でマーティは一度存在が消えかかるが、ビフを殴り倒して自信をつけていたジョージに結局押し倒された。
小説版ではこの少し前のシーンにも登場。「魅惑の深海パーティ」の最中、ジョージに難癖をつけて電話ボックスに閉じ込める。ジョージはこれが原因で、ロレインの待つ車へと駆けつけるのが遅れた。
スキンヘッド / 3-D / マッチ
演 - J・J・コーエン（スキンヘッド）、ビリー・ゼイン（マッチ）、ケイシー・シーマズコ（3-D）
吹き替え（スキンヘッド） - 古田信幸（PART1・PART2） / 二又一成（PART1・PART2） / なし / 山口健 / 丸田光（PART1）→加藤将之（PART2）/ 柏野昌俊（PART1・PART2）
吹き替え（3-D） - 小形満（PART1）→小室正幸（PART2） / 大塚芳忠（PART1）→星野充昭（PART2） / なし / 千田光男 / 松島昭浩（PART1）→水野龍司（PART2） / 三好翼（PART1・PART2）
吹き替え（マッチ） - 小野健一（PART1・PART2） / 幹本雄之（PART1）→大滝進矢（PART2） / なし / 広瀬正志 / 野沢聡（PART1）→佐々木啓夫（PART2） / 田中光（PART1・PART2）
1955年当時のビフが引き連れている3人の少年たち。愛称はそれぞれ外見からとられており、坊主頭がスキンヘッド、3D眼鏡をかけているのが3-D、マッチを咥えているのがマッチである。PART2の1985年Aでは、富豪となったビフの手下として中年男性の姿で登場する。3-Dのサングラスは3D眼鏡同様、左右で赤青になっている。PART1のカフェテリアのシーンではマッチ役のゼインが撮影に参加していないため、スキンヘッド役のコーエンがマッチを咥えている。
レッド・トーマス
1955年でのヒル・バレーの市長。1985年ではレッドと言うホームレスが登場しているが、厳密には彼とは別人である。
レッド
演 - ジョージ・フラワー
吹き替え - 辻親八 / 亀井三郎 / なし / 亀井三郎 / 仲野裕 / ふくまつ進紗
1985年のヒルバレーにいるホームレス。PART1ではマーティが1955年から戻ってきた時にベンチで寝ており、映画館に突っ込んだデロリアンを見て「飲酒運転め」と毒づいていた。PART2の1985年Aでも「ビフのカジノ・パレス」の前にたむろしており、ぶつかったマーティに毒を吐いている。
D.ジョーンズ
1955年当時、ヒルバレーで肥料店を経営していた人物。本人は直接登場しないが、PART1・PART2では彼のトラックにビフが突っ込み、肥やしまみれになる。

### PART2の人物
ダグラス・J・ニードルズ
演 - フリー
吹き替え - 古田信幸（PART2・PART3） / 沢木郁也（PART2）→島田敏（PART3） / 梅津秀行 / なし / 落合弘治（PART2・PART3） / 関智一（PART2・PART3）
マーティの悪友。PART2の2015年ではマーティにスクリーン電話越しで違法のカード取引に協力させようとする。ためらうマーティに対し「社員達に腰抜けと言われてもいいのか？」とそそのかし、腰抜けではないことを証明しようとするマーティを取引に応じさせてしまう。その直後、マーティは解雇された。
PART3終盤の1985年では、ジェニファーを車に乗せていたマーティをカーレースに誘うが、マーティが挑発に乗らずニードルズ単独で暴走したため、ロールス・ロイスに危うく衝突しそうになってしまう。
イトウ・T・フジツウ
演 - ジェームズ・イシダ（ジム・イシダ）
吹き替え - 秋元羊介 / 藤本譲 / なし / なし / 坂詰貴之 / 山岸治雄
2015年におけるマーティの上司。マーティの不正を知り、彼を解雇する。
名はイトウ、ミドルネーム（イニシャル表記）はT、姓はフジツウである。ブルーレイのボブ・ゲイルによる音声解説では、フジツウを創業者の名前だと勘違いしたことが原因でこのような名前になったと説明されている。ゲイルは「この名前は失敗だった」とコメントしている。
データ / スパイク / ホワイティ
演 - リッキー・ディーン・ローガン（データ）、ダーリーン・ヴォーゲル（スパイク）、ジェイソン・スコット・リー（ホワイティ）
吹き替え（データ） - 小野健一 / 荒川太郎 / なし / なし / 高坂宙 / 田中光
吹き替え（スパイク） - 松本梨香 / 坂本千夏 / なし / なし / 竹内恵美子 / 櫻庭有紗
吹き替え（ホワイティ） - 稲葉実 / 小室正幸 / なし / なし / 木村隼人 / 三好翼
2015年でグリフが引き連れている3人の手下。このうち、スパイクは女性、ホワイティは漢字をプリントしたズボンやホバーボートの旭日旗らしきデザインから判断して東洋人である（演じるリーも中国系アメリカ人である）。
グリフと共にホバーボードを使った追跡劇を繰り広げるが、勢い余って裁判所に突っ込んでステンドグラスを破壊してしまい、そのまま器物損壊罪で逮捕された。
謎の一家
演 - アル・ホワイト（父）、ジュニア・ファン（母）、ニッキー・ソングバード（娘）、ショーン・ハンター（息子）
吹き替え（父） - 秋元羊介 / 屋良有作 / なし / なし / 宇垣秀成
吹き替え（息子） - 松本梨香 / 坂本千夏 / なし / なし / 伊達朱里紗
1985年Aで、空き家になったマクフライ宅に引っ越していた一家。娘は部屋で寝ていたが、自分の部屋と勘違いして窓から入ったマーティに出くわして「パパ！ママ！助けて！痴漢よ！助けて！」と絶叫（マーティを叩き出した後で、父が振るったバットで壊された私物を見て嘆いていた）。息子は父がマーティをバットで倒そうとするところを応援。父は木製のバットを構え、娘の部屋に突入してマーティを家から叩き出した後、「戻って来るな！”この家は売らない”って不動産屋に報告しろ！聴こえたか！何をしてもムダだ！」と叫んだ。母はマーティと父の戦いの一部始終を見ていた。

### PART3の人物
クララ・クレイトン
演 - メアリー・スティーンバージェン
吹き替え - 吉田理保子 / 池田昌子 / 藤田淑子 / なし / 戸田恵子 / 朴璐美
1880年代の女教師。幼少の頃にジフテリアにかかったせいで隔離され、そこで父からもらった望遠鏡で毎日空をのぞいて星に興味を持つようになる。
1885年にヒルバレーへ転任した際、馬車で家へ向かう途中で蛇と遭遇して驚いた馬が暴走しショナシュ峡谷へ落ちて死亡するはずだったが、タイムスリップの下見に来ていたドクに救出され、恋に落ちる。なお、マーティが来る前の過去ではヒルバレー駅に着いた際、市長から頼まれ迎えに来たドクと出会っている。1955年のドクの墓石に「永遠の愛と共に　クララ」と刻まれていることから、マーティの介入がなくてもドクと恋に落ちていたことがうかがえる。マーティが1885年に来た後、マーティとドクが駅に路線図を見に行っているシーンがあるが、同じ画面の奥に、ドクに出迎えをすっぽかされて待ちぼうけを食っている彼女の後姿が確認できる。
ジュール・ヴェルヌの愛読者であり、同じ趣味を持つドクと恋に落ちるも、未来へ帰らねばならないドクから告げられた真実を「ジュール・ベルヌのファンである自分を振るための出任せ」と思い込んで激怒し、ドクに平手打ちをして別れを告げ、泣き崩れる。しかし、傷心からヒルバレーを離れようと乗り込んだ列車で居合わせた鉄条網のセールスマンから、その後のドクのあまりの落胆ぶりを聞き、列車を緊急停止させて下車する。その後ドクの研究室（表向きは鍛冶屋）に向かってタイムマシンの模型を発見し、ドクの言葉が真実であったことに気づき彼を追う。
1885年に残ったドクとその後結婚し、ジュールとヴェルヌという二人の子供をもうける。
マーティのことは当初「イーストウッドさん」と呼んでいたが、ドクと結婚して1985年を訪れた際には、「マーティ」と本来の名前で呼んでいる。
彼女がショナシュ峡谷に落ちて死んだ話は100年後の1985年まで語り継がれており、峡谷の名が後に「クレイトン峡谷」となったことがヒルバレー高校の歴史の授業に登場するほどである。マーティは「学校のみんながこの話を知っているのは、峡谷に落ちて欲しい先生が沢山いるから」と語っている。なお、改変後の1985年では前記のとおり彼女が峡谷に落ちず死亡しなかったことと、マーティが1985年に戻った後の1885年では「クリント・イーストウッド」（マーティ）が、ショナシュ峡谷で行方不明になり死んだと思われたことから、「イーストウッド峡谷」と改名されている。紫色を好み、紫の服をよく着ている。息子2人にも洋服に紫のアクセント(蝶ネクタイなど)を刺し色にしたり、蒸気機関車型タイムマシンにも薄紫のガラスを窓のアクセントにして可愛らしいクララがデザインに手を入れた形跡も見られる。
ヒューバート
演 - ヒュー・ギリン
吹き替え - 増岡弘 / 島香裕 / 糸博 / なし / 金光宣明 / 楠見尚己
1885年当時のヒルバレーの町長。ヒルバレーに赴任してくるクララの迎えをドクに依頼し、ドクとクララが出会うきっかけを作ることになっていた。マーティの介入によってドクはこの依頼をすっぽかしたが、ドクとマーティがデロリアンを機関車で押す作戦の下見にショナシュ峡谷へ行ったため、結果的にクララと遭遇することになる。
ジェームズ・ストリックランド
演 - ジェームズ・トールカン
吹き替え - 大木民夫 / 加藤精三 / 大塚周夫 / なし / 青山穣 / 浦山迅
ジェラルド・ストリックランドの先祖で、ヒルバレーの保安官。ビュフォードとは犬猿の仲であり、彼を絞首刑にするのが望みと語っている。ちなみに、子孫とは反対にこちらは長髪である。
ビュフォード逮捕時には登場しなかったが、これはマーティとの決闘に向かう途中でビュフォードが彼を射殺したためである（未公開シーン）。息子には常に毅然として厳しくあるよう教育しており、この未公開シーンではそれが遺言になっている。
ボブ・ゲイルはこのシーンを削除した理由を「息子の前で殺されるというのはあまりにもひどいし、暗いシーンを入れたくなかった。このシーンが入っていたら観客はマーティとビュフォードが決闘することを望むに違いないと思った」と削除した理由を明かしている。
チェスター
演 - マット・クラーク
吹き替え - 城山知馨夫 / 宮田光 / 山野史人 / なし / 伊藤和晃 / 飛田展男
1885年の酒場「パレス・サルーン」のバーテンダー。酒場に入ってきたマーティが冷たい水を注文したため笑い飛ばし、ウイスキーを出す。クララに別れを告げて落胆しウイスキー一杯で昏倒してしまったドクを目覚めさせるため、酒場の店員のジョーイと共に数種類の各種香辛料を使った酔い覚まし用のスペシャルジュースを作る。
ジェブ
演 - パット・バトラム
吹き替え - 藤城裕士 / 石井敏郎 / 千田光男 / なし / 吉富英治 / ふくまつ進紗
1885年の酒場「パレス・サルーン」の常連客である老人。初めて来たマーティの格好を見て「あの服はひどいな」と発言する。マーティとビュフォードの決闘では、なかなか出ていかないマーティに対して「国中の人間がこう言うぞ。『クリント・イーストウッドは西部一の腰抜けだ』とな」と忠告した。
鉄条網のセールスマン
演 - リチャード・ダイサート
吹き替え - 増岡弘 / 小関一 / 北川勝博 / なし / 鈴木琢磨 / 西村知道
クララに信じてもらえず落胆したドクが、酒場「パレス・サルーン」に訪れたときに居合わせた。「未来は誰にも分からない」とドクに告げるが、「未来のことなら何でも教えてやる」と言い返される。翌日、サンフランシスコ行きの汽車の車中でドクのあまりの落胆ぶりをクララに伝える形となった。容姿は実在した鉄条網の開発者、ジョセフ・グリッデンに酷似している。
A.ジョーンズ
1885年時に肥料店を経営している人物。PART3ではビュフォードがマーティとの決闘に敗れた際、店の荷車に倒れ込んで肥やしまみれになる。